# Diferenciació de nínxol
La diferenciació de nínxol (sinònims: segregació de nínxols, separació de nínxols i partició de nínxols) és un terme aplicat al camp de l'ecologia que es refereix al procés pel qual la selecció natural condueix espècies competidores a utilitzar recursos o nínxols diferents. Aquest procés permet a dues espècies compartir certs recursos sense que una hagi de rivalitzar amb l'altra com dicta el principi d'exclusió competitiva. Així, hi ha coexistència gràcies a la diferenciació dels nínxols ecològics. La separació dels nínxols només es pot produir si hi ha prou espai geogràfic i ecològic perquè els organismes puguin desenvolupar-s'hi.
La diferenciació de nínxol és un procés que es produeix de diverses maneres i a diverses escales temporals i espacials. En la majoria de casos, la diferenciació de nínxol crea una relació entre dues espècies allà on la competència és baixa o inexistent. Per aquest motiu, la presència de diferenciació de nínxol pot ser metodològicament difícil de demostrar o refutar. L'absència de proves de la competència actual o passada pot difuminar la distinció entre 1) dues espècies competidores que diferencien els seus nínxols per poder coexistir i 2) dues espècies no competidores que ocupen nínxols ecològics similars. Cal recordar que la diferenciació de nínxol i la competència interespecífica no sempre es poden considerar relacionades.
Un exemple de compartició dels recursos és el de les set espècies d'anolis que viuen als boscos humits tropicals, que comparteixen una alimentació comuna, principalment insectes. Eviten la competència ocupant diferents seccions del bosc tropical. Alguns viuen sobre el sòl de fulles mortes, mentre que d'altres viuen a les capçades espesses, fet que evita la competència pels aliments als diversos nivells del bosc. Tots els recursos poden ser objecte de compartimentació, per exemple, l'espai, l'aliment o els llocs de nidificació. Això redueix la competència entre les espècies similars.